# Фридрих (герцог Баварии)
Фридрих (нем. Friedrich, 1339 — 4 декабря 1393) — герцог Баварско-Ландсхутский (1375—1393).

## Биография
Фридрих был сыном баварско-ландсхутского герцога Стефана II и Елизаветы Сицилийской, дочери сицилийского короля Федериго II. После смерти отца в 1375 году Фридрих стал управлять Баварско-Ландсхутским герцогством совместно с братьями Иоганном и Стефаном, и дядей Оттоном. В 1376 году четыре герцога договорились, что Стефан и Иоганн будут управлять Нижней Баварией, а Фридрих и Оттон — Верхней, а чтобы никто не чувствовал себя ущемлённым — каждые два года меняться управляемыми территориями, однако этот договор так и не был реализован. Оттон скончался в 1379 году, а в 1392 году три брата решили разделить наследство (так как Иоганну не нравилось финансировать итальянские похождения своих братьев, женатых на дочерях Бернабо Висконти, а также содержание роскошного двора Стефана). Фридриху досталась часть герцогства с богатой столицей Нижней Баварии — Ландсхутом.

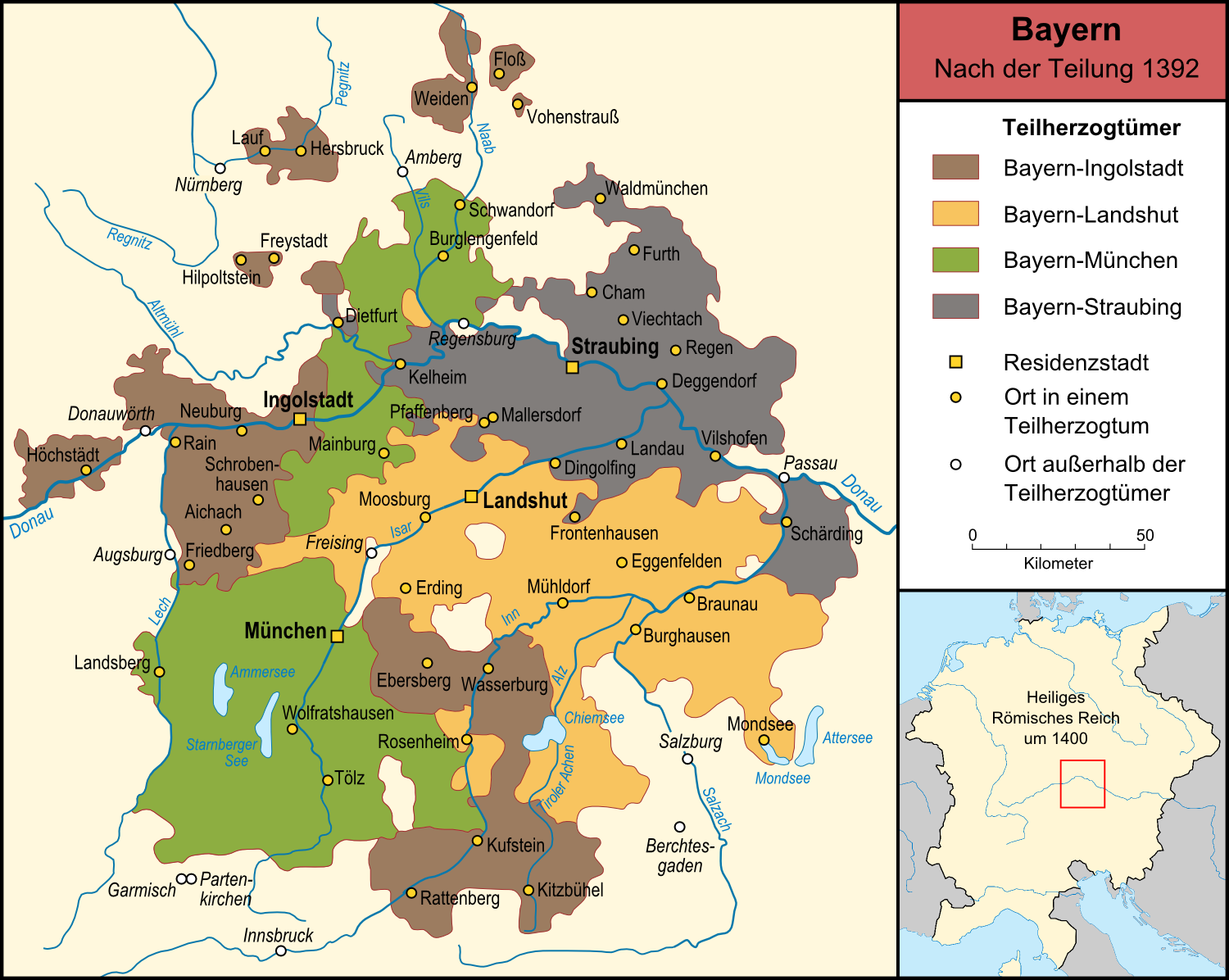
Раздел Баварии 1392 года

В 1383 году Фридрих воевал во Фландрии на стороне французов против англичан. Он посетил в Ле-Кенуа двор своего дяди Альбрехта (герцога Баварско-Штраубингского) и принял участие в осаде Бурбура. Затем Фридрих поступил на службу к французскому королю Карлу VI, решившему жениться на его племяннице Изабелле, и доставил в 1385 году невесту в Амьен.
В 1387 году Фридрих пленил архиепископа зальцбургского Пилгрима II, и поставил условием его освобождения прекращение им поддержки Швабского союза городов.
Фридрих был советником германского короля Венцеля по правовым вопросам, и считался одним из наиболее вероятных его преемников, но неожиданная смерть помешала ему повторить путь его деда Людвига.

## Семья и дети
16 мая 1360 года Фридрих женился на Анне фон Нёйфен, дочери графа нёйфенского Бертольда VII. У них родилась одна дочь:
- Елизавета (1361—1382), вышла замуж за Марко Висконти (старшего сына Бернабо Висконти)

2 сентября 1381 года Фридрих женился повторно, на Маддалене Висконти, дочери миланского правителя Бернабо Висконти. У них было пятеро детей:
- Елизавета (1383—1442), вышла замуж за бранденбургского курфюрста Фридриха I
- Маргарет (р.1384), умерла в детстве
- Генрих XVI (1386—1450)
- Магдалена (1388—1410), вышла замуж за Иоганна Мейнхарда VII Горицко-Кирхбергского
- Иоганн (1390—1396)